# Olympische Sommerspiele 1984/Leichtathletik – Speerwurf (Männer)

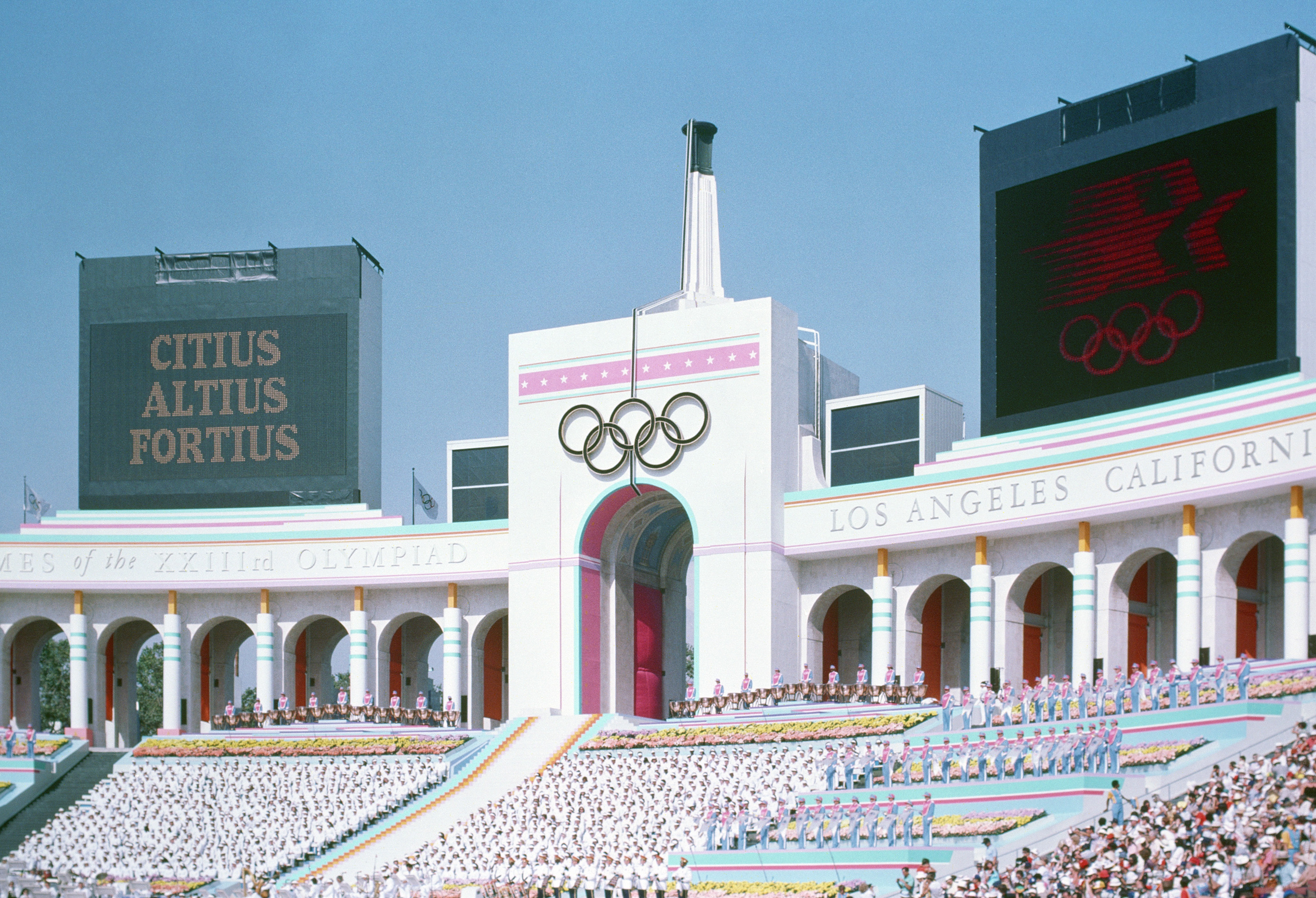
Blick auf des Eingangstor des Los Angeles Memorial Coliseum

Der Speerwurf der Männer bei den Olympischen Spielen 1984 in Los Angeles wurde am 4. und 5. August 1984 im Los Angeles Memorial Coliseum ausgetragen. 28 Athleten nahmen teil.
Olympiasieger wurde der Finne Arto Härkönen. Er gewann vor dem Briten David Ottley und dem Schweden Kenth Eldebrink.
Wolfram Gambke und Klaus Tafelmeier waren die Vertreter der Bundesrepublik Deutschland. Tafelmeier schied in der Qualifikation aus, Gambke erreichte das Finale und wurde Vierter.

Werfer aus der Schweiz, Österreich und Liechtenstein nahmen nicht teil. Athleten aus der DDR waren wegen des Olympiaboykotts ebenfalls nicht dabei.

## Aktuelle Titelträger
| Olympiasieger 1980                      | Dainis Kūla ( Sowjetunion) | 91,20 m | Moskau 1980   |
| Weltmeister 1983                        | Detlef Michel ( DDR)       | 89,48 m | Helsinki 1983 |
| Europameister 1982                      | Uwe Hohn ( DDR)            | 91,34 m | Athen 1982    |
| Panamerikanischer Meister 1983          | Laslo Babits ( Kanada)     | 81,40 m | Caracas 1983  |
| Zentralamerika und Karibik-Meister 1983 | Reinaldo Patterson ( Kuba) | 79,76 m | Havanna 1983  |
| Südamerika-Meister 1983                 | José de Souza ( Brasilien) | 74,54 m | Santa Fe 1983 |
| Asienmeister 1983                       | Masami Yoshida ( Japan)    | 79,50 m | Kuwait 1983   |
| Afrikameister 1982                      | Zakayo Malekwa ( Tansania) | 76,18 m | Kairo 1982    |

## Bestehende Rekorde
| Weltrekord         | 104,80 m | Uwe Hohn ( DDR)         | Berlin, DDR (heute Deutschland) | 20. Juli 1984 |
| Olympischer Rekord | 094,58 m | Miklós Németh ( Ungarn) | Finale OS Montreal, Kanada      | 26. Juli 1976 |

Der bestehende olympische Rekord wurde bei diesen Spielen nicht erreicht. Der finnische Olympiasieger Arto Härkönen verfehlte diesen Rekord mit dem weitesten Wurf der Konkurrenz auf 86,76 m im Finale mit 7,82 m deutlich. Zum Weltrekord fehlten ihm sogar 18,04 m.

## Qualifikation
Datum: 4. August 1984
Für die Qualifikation wurden die Athleten in zwei Gruppen gelost. Vier von ihnen übertrafen die direkte Finalqualifikationsweite von 83,00 m. Damit war die Mindestanzahl von zwölf Finalteilnehmern nicht erreicht, so wurde das Finalfeld mit den nächstbesten Wettbewerbern beider Gruppen, den sogenannten Lucky Losern, auf zwölf Werfer aufgefüllt. So reichten 79,34 m für die Finalteilnahme. Die direkt qualifizierten Athleten sind hellblau, die Lucky Loser hellgrün unterlegt.

### Gruppe A
| Platz | Name               | Nation         | 1. Versuch | 2. Versuch | 3. Versuch | Weite   |
| ----- | ------------------ | -------------- | ---------- | ---------- | ---------- | ------- |
| 1     | Roald Bradstock    | Großbritannien | 79,52 m    | 81,08 m    | 83,06 m    | 83,06 m |
| 2     | Wolfram Gambke     | BR Deutschland | 75,10 m    | 82,98 m    | x          | 82,98 m |
| 3     | Per Erling Olsen   | Norwegen       | 82,46 m    | x          | x          | 82,46 m |
| 4     | Laslo Babits       | Kanada         | x          | 76,68 m    | 82,18 m    | 82,18 m |
| 5     | Masami Yoshida     | Japan          | 78,14 m    | 81,42 m    | 78,06 m    | 81,42 m |
| 6     | Einar Vilhjálmsson | Island         | 79,78 m    | x          | 80,94 m    | 80,94 m |
| 7     | Jean-Paul Lakafia  | Frankreich     | 80,52 m    | 66,26 m    | 78,02 m    | 80,52 m |
| 8     | Duncan Atwood      | USA            | 77,08 m    | 79,34 m    | x          | 79,34 m |
| 9     | Raimo Manninen     | Finnland       | 79,26 m    | x          | x          | 79,26 m |
| 10    | Juan de la Garza   | Mexiko         | 78,80 m    | x          | 79,16 m    | 79,16 m |
| 11    | Sejad Krdžalić     | Jugoslawien    | 76,52 m    | x          | x          | 76,52 m |
| 12    | Zakayo Malekwa     | Tansania       | 71,80 m    | x          | 75,18 m    | 75,18 m |
| 13    | Agostino Ghesini   | Italien        | 72,16 m    | 63,92 m    | 72,96 m    | 72,96 m |
| 14    | Justin Arop        | Uganda         | 69,76 m    | 66,30 m    | x          | 69,76 m |

### Gruppe B
| Platz | Name                 | Nation            | 1. Versuch | 2. Versuch | 3. Versuch | Weite   |
| ----- | -------------------- | ----------------- | ---------- | ---------- | ---------- | ------- |
| 1     | Tom Petranoff        | USA               | 85,96 m    | –          | –          | 85,96 m |
| 2     | David Ottley         | Großbritannien    | 85,86 m    | –          | –          | 85,86 m |
| 3     | Arto Härkönen        | Finnland          | 82,82 m    | 83,06 m    | –          | 83,06 m |
| 4     | Kenth Eldebrink      | Schweden          | 79,36 m    | 81,06 m    | 79,42 m    | 81,06 m |
| 5     | Reidar Lorentzen     | Norwegen          | x          | 68,00 m    | 76,62 m    | 76,62 m |
| 6     | Tero Saviniemi       | Finnland          | x          | 76,46 m    | x          | 76,46 m |
| 7     | Steve Roller         | USA               | 75,50 m    | 75,48 m    | x          | 75,50 m |
| 8     | Kazuhiro Mizoguchi   | Japan             | 74,82 m    | 72,58 m    | 69,18 m    | 74,82 m |
| 9     | Muhammad Rashid Khan | Pakistan          | 72,48 m    | 70,76 m    | 74,58 m    | 74,58 m |
| 10    | Klaus Tafelmeier     | BR Deutschland    | x          | x          | 73,52 m    | 73,52 m |
| 11    | Chen Hung-yen        | Chinesisch Taipeh | 62,46 m    | 71,48 m    | 68,54 m    | 71,48 m |
| 12    | Gurtej Singh         | Indien            | 63,62 m    | 70,08 m    | 69,32 m    | 70,08 m |
| 13    | Sigurður Einarsson   | Island            | 69,82 m    | 68,68 m    | 67,02 m    | 69,82 m |
| NM    | Mike O’Rourke        | Neuseeland        | x          | x          | x          | ogV     |

## Finale
Datum: 5. August 1984
| Platz | Name               | Nation         | 1. Versuch | 2. Versuch | 3. Versuch | 4. Versuch                             | 5. Versuch                             | 6. Versuch                             | Endresultat |
| ----- | ------------------ | -------------- | ---------- | ---------- | ---------- | -------------------------------------- | -------------------------------------- | -------------------------------------- | ----------- |
| 1     | Arto Härkönen      | Finnland       | x          | 78,74 m    | 84,34 m    | 86,76 m                                | x                                      | x                                      | 86,76 m     |
| 2     | David Ottley       | Großbritannien | 85,74 m    | 81,52 m    | x          | x                                      | 83,92 m                                | 84,46 m                                | 85,74 m     |
| 3     | Kenth Eldebrink    | Schweden       | x          | 80,82 m    | x          | x                                      | 83,72 m                                | 83,30 m                                | 83,72 m     |
| 4     | Wolfram Gambke     | BR Deutschland | 82,00 m    | 82,46 m    | x          | 78,88 m                                | x                                      | 72,08 m                                | 82,46 m     |
| 5     | Masami Yoshida     | Japan          | x          | 81,98 m    | x          | 81,98 m                                | 77,92 m                                | 81,66 m                                | 81,98 m     |
| 6     | Einar Vilhjálmsson | Island         | 80,44 m    | 77,66 m    | 79,22 m    | 81,58 m                                | x                                      | 79,26 m                                | 81,58 m     |
| 7     | Roald Bradstock    | Großbritannien | 70,20 m    | 81,22 m    | 78,22 m    | 76,68 m                                | x                                      | 78,82 m                                | 81,22 m     |
| 8     | Laslo Babits       | Kanada         | x          | x          | 80,68 m    | x                                      | x                                      | x                                      | 80,68 m     |
|       |                    |                |            |            |            |                                        |                                        |                                        |             |
| 9     | Per Erling Olsen   | Norwegen       | 73,64 m    | x          | 79,98 m    | nicht im Finale der besten acht Werfer | nicht im Finale der besten acht Werfer | nicht im Finale der besten acht Werfer | 79,98 m     |
| 10    | Tom Petranoff      | USA            | x          | x          | 78,40 m    | nicht im Finale der besten acht Werfer | nicht im Finale der besten acht Werfer | nicht im Finale der besten acht Werfer | 78,40 m     |
| 11    | Duncan Atwood      | USA            | 72,54 m    | 78,10 m    | x          | nicht im Finale der besten acht Werfer | nicht im Finale der besten acht Werfer | nicht im Finale der besten acht Werfer | 78,10 m     |
| 12    | Jean-Paul Lakafia  | Frankreich     | x          | x          | 70,86 m    | nicht im Finale der besten acht Werfer | nicht im Finale der besten acht Werfer | nicht im Finale der besten acht Werfer | 70,86 m     |

Für das Finale hatten sich zwölf Athleten qualifiziert. Vier von ihnen hatten die geforderte Qualifikationsweite übertroffen, acht weitere Teilnehmer – mit den nächstbesten Weiten beider Gruppen – komplettierten das Feld. Zwei US-Amerikaner und zwei Briten hatten das Finale erreicht. Die weiteren Finalisten kamen aus Schweden, der Bundesrepublik Deutschland, Norwegen, Kanada, Japan, Island, Finnland und Frankreich. Jeder Teilnehmer hatte zunächst drei Versuche. Die besten acht Athleten konnten dann weitere drei Versuche absolvieren.
Der Olympiaboykott verhinderte die Teilnahme der Toppleute aus dem Ostblock. So war der Weltrekordler Uwe Hohn aus der DDR nicht dabei. Auch der amtierende Weltmeister Detlef Michel, ebenfalls DDR, und die starken Werfer aus der Sowjetunion Heino Puuste und Dainis Kūla fehlten. Ohne die Spitzenleute gab es in Los Angeles mit Ausnahme des US-Amerikaners Tom Petranoff keinen eindeutigen Favoriten.
Mit 85,74 m ging der Brite David Ottley im ersten Versuch in Führung. Hinter ihm lag mit 82,00 m Wolfram Gambke aus der Bundesrepublik Deutschland, der sich mit seinem zweiten Wurf auf 82,46 m verbessern konnte. Im dritten Durchgang gelangen dem Finnen Arto Härkönen 84,34 m, damit verdrängte er Gambke auf Platz drei. In Runde vier übernahm dann Härkönen mit 86,76 m die Führung vor Ottley und Gambke. Der Schwede Kenth Eldebrink konnte mit seinem fünften Wurf auf 83,72 m Gambke noch von Position drei verdrängen. Der letzte Durchgang brachte keine Änderung im Klassement. Olympiasieger wurde Arto Härkönen, Silber gewann David Ottley und Bronze ging an Kenth Eldebrink. Zu einer Enttäuschung entwickelte sich das Finale insbesondere für Petranoff, der an seine Vorleistungen nicht anknüpfen konnte und mit nur einem gültigen Versuch auf Platz 10 vorzeitig die Segel streichen musste.
Die Weiten lagen durchweg unterhalb des Niveaus der leichtathletischen Großveranstaltungen der letzten Jahre. Der Wettbewerb litt deutlich unter dem Fehlen der Werfer aus den Boykott-Staaten.
David Ottley war der erste britische Medaillengewinner im Speerwurf.

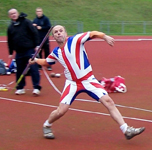
Roald Bradstock belegte Rang sieben
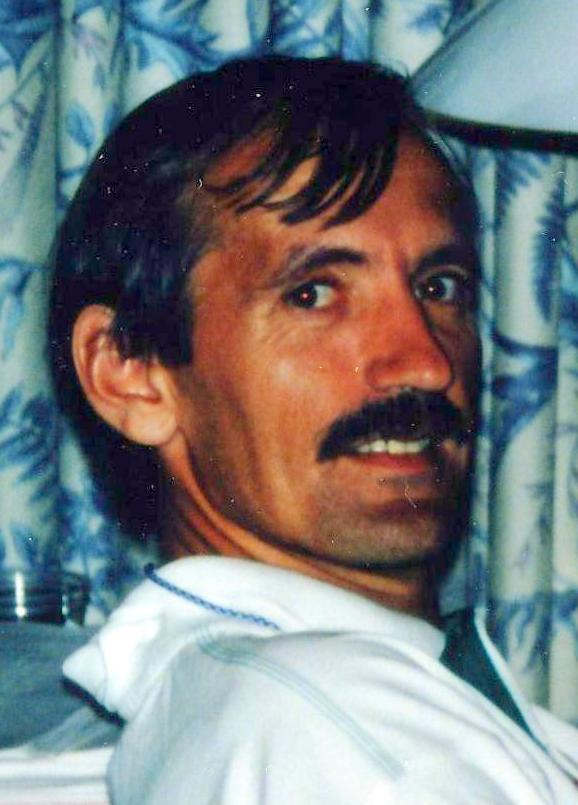
Per Erling Olsen (hier im Jahr 1994) erreichte Platz neun

## Videolinks
- Arto Härkönen vs. David Ottley et al. - Men's Javelin - 1984 Olympics, youtube.com, abgerufen am 12. November 2021
- Miesten keihäs Los Angeles 1984, youtube.com, abgerufen am 13. Januar 2018